# Château de Ripley
Ripley Castle est une maison de campagne du XIVe siècle classée Grade I à Ripley, North Yorkshire, Angleterre, 3 milles ( Unité «  » inconnue du modèle {{Conversion}}.) au nord de Harrogate.
La maison est construite en pierres de taille et en pierres de taille équarries avec des toits en ardoise grise et en pierre d'ardoise. Un bloc central de deux étages est flanqué d'une tour à une extrémité et d'une aile de trois étages à l'autre . Une guérite qui s'élève à environ 80 mètres ( Unité «  » inconnue du modèle {{Conversion}}.) au sud des bâtiments principaux est également classé Grade I  tandis que les deux déversoirs sur Ripley Beck (et les ponts qui les chevauchent) sont classés Grade II et les terrains et jardins sont également classés au grade II.
Le château est le siège des baronnets d'Ingilby pendant des siècles.

## Histoire

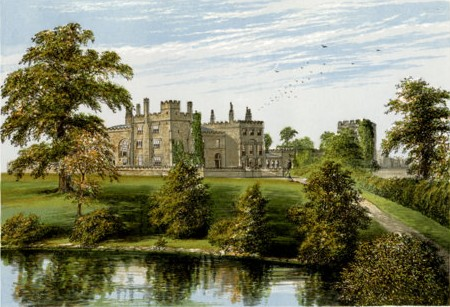
Château de Ripley

Sir Thomas Ingleby (c. 1290-1352) épouse l'héritière Edeline Thwenge en 1308/9 et acquiert le domaine du château de Ripley avec son manoir médiéval comme dot. Son fils aîné, également appelé Thomas (1310-1369), sauve le roi qui a failli être encorné par un sanglier lors d'une expédition de chasse et est fait chevalier en retour avec le symbole de la tête de sanglier comme emblème. Sir John Ingleby (1434–1499) hérite du domaine de son père à l'âge de cinq ans et construit la guérite du château, avant de devenir moine au prieuré de Mount Grace, près de Northallerton, et plus tard évêque de Llandaff. Son fils Sir William Ingleby est élevé par sa mère abandonnée. Le petit-fils de Sir John, Sir William Ingleby (1518-1578), est haut shérif du Yorkshire en 1564-1565. Sir William ajoute la tour au bâtiment en 1548. Deux de ses fils sont de fervents catholiques fuyant les autorités. François, prêtre, est arrêté, condamné et pendu, tiré et écartelé à York en 1586 ; David s'échappe pour mourir sur le continent .
Sir William Ingleby (1546–1618) est fait chevalier par Jacques VI d'Écosse lorsque le roi est en route pour son couronnement en tant que Jacques Ier d'Angleterre en 1603 . Plus tard cette année-là, il capture l'un des frères fugitifs du comte de Gowrie à Kirkby Malzeard . En 1605, il est impliqué dans la Conspiration des Poudres, permettant aux comploteurs de rester à Ripley pendant qu'ils se procurent des chevaux. L'un des conspirateurs, Robert Winter est son neveu. Ingleby est arrêté et accusé de trahison, mais acquitté.
Sir William Ingleby (1594-1652) soutient Charles Ier pendant la guerre civile et est nommé baronnet Ingleby en 1642. Il combat à Marston Moor en 1644, lorsque les forces du roi sont totalement mises en déroute, s'échappant vers Ripley et se cachant dans un trou de prêtre pendant qu'Oliver Cromwell s'y cantonne pour la nuit. Son fils, encore un autre William, 2e baronnet (1620–1682) est très religieux. À la mort du 4e baronnet en 1772, le titre s'éteint mais est ravivé en 1781 pour son fils illégitime John (1758–1815).
Sir John entreprend une reconstruction majeure du château en 1783-1786 par William Belwood mais s'endette et s'enfuit outre-mer en 1794 pendant plusieurs années. Pendant ce temps, le domaine est géré par son intendant, Ralph Robinson, qui vend du bois du domaine pour collecter des fonds. Sir John est haut shérif de 1782 à 1783 et député d'East Retford de 1790 à 1796. Son fils William (1783-1854) est un grand excentrique, buveur et joueur et député d'East Retford de 1807 à 1812 et High Sheriff en 1821. Il adopte le nom de famille d'Amcotts-Ingilby (sa mère est Elizabeth Amcotts) et démolit et reconstruit le village de Ripley, avec un hôtel de ville de style continental. N'ayant pas d'héritier, il laisse le domaine Ripley à son cousin germain, Henry John Ingilby . Le titre s'éteint une seconde fois.
Henry est créé 1er baronnet Ingilby de la troisième création en 1866. Ripley passe ensuite à l'actuel 6e baronnet. Le château est toujours la propriété privée, maintenant détenue par le 6e baronnet et sa femme, Emma, Lady Ingilby, mais ouvert au public pour des visites guidées.
En octobre 2021, le château est l'un des 142 sites à travers l'Angleterre à recevoir une partie des 35 millions de livres sterling du Culture Recovery Fund du gouvernement .
La série pour enfants de Yorkshire Television The Flaxton Boys (1969–1973) utilise Ripley comme Flaxton Hall fictif. Il est utilisé dans le film Disney de 1976 Escape from the Dark, comme la maison de Lord Harrogate, joué par Alastair Sim.
La série télévisée de la BBC Gunpowder (2017) utilise le château comme lieu de tournage .